# Домино (полимино)

Покрытие шахматной доски домино. В укладке есть лишь одна пара домино, соприкасающихся друг с другом длинными сторонами

Домино́ — двуклеточное полимино, то есть многоугольник, полученный путём объединения двух равных квадратов, соединённых сторонами. Как и другие полимино, домино используются в задачах занимательной математики (например, на составление фигур из полимино).
Существует лишь одно свободное домино, одно одностороннее домино и два фиксированных домино (в последнем случае второе домино получается из первого поворотом на 90°).

## «Изуродованная» шахматная доска
|   | a                                 | b                                 | c                                 | d                                 | e                                 | f                                 | g                                 | h                                 |   |
| - | --------------------------------- | --------------------------------- | --------------------------------- | --------------------------------- | --------------------------------- | --------------------------------- | --------------------------------- | --------------------------------- | - |
| 8 | h8 чёрный крест · a1 чёрный крест | h8 чёрный крест · a1 чёрный крест | h8 чёрный крест · a1 чёрный крест | h8 чёрный крест · a1 чёрный крест | h8 чёрный крест · a1 чёрный крест | h8 чёрный крест · a1 чёрный крест | h8 чёрный крест · a1 чёрный крест | h8 чёрный крест · a1 чёрный крест | 8 |
| 7 | h8 чёрный крест · a1 чёрный крест | h8 чёрный крест · a1 чёрный крест | h8 чёрный крест · a1 чёрный крест | h8 чёрный крест · a1 чёрный крест | h8 чёрный крест · a1 чёрный крест | h8 чёрный крест · a1 чёрный крест | h8 чёрный крест · a1 чёрный крест | h8 чёрный крест · a1 чёрный крест | 7 |
| 6 | h8 чёрный крест · a1 чёрный крест | h8 чёрный крест · a1 чёрный крест | h8 чёрный крест · a1 чёрный крест | h8 чёрный крест · a1 чёрный крест | h8 чёрный крест · a1 чёрный крест | h8 чёрный крест · a1 чёрный крест | h8 чёрный крест · a1 чёрный крест | h8 чёрный крест · a1 чёрный крест | 6 |
| 5 | h8 чёрный крест · a1 чёрный крест | h8 чёрный крест · a1 чёрный крест | h8 чёрный крест · a1 чёрный крест | h8 чёрный крест · a1 чёрный крест | h8 чёрный крест · a1 чёрный крест | h8 чёрный крест · a1 чёрный крест | h8 чёрный крест · a1 чёрный крест | h8 чёрный крест · a1 чёрный крест | 5 |
| 4 | h8 чёрный крест · a1 чёрный крест | h8 чёрный крест · a1 чёрный крест | h8 чёрный крест · a1 чёрный крест | h8 чёрный крест · a1 чёрный крест | h8 чёрный крест · a1 чёрный крест | h8 чёрный крест · a1 чёрный крест | h8 чёрный крест · a1 чёрный крест | h8 чёрный крест · a1 чёрный крест | 4 |
| 3 | h8 чёрный крест · a1 чёрный крест | h8 чёрный крест · a1 чёрный крест | h8 чёрный крест · a1 чёрный крест | h8 чёрный крест · a1 чёрный крест | h8 чёрный крест · a1 чёрный крест | h8 чёрный крест · a1 чёрный крест | h8 чёрный крест · a1 чёрный крест | h8 чёрный крест · a1 чёрный крест | 3 |
| 2 | h8 чёрный крест · a1 чёрный крест | h8 чёрный крест · a1 чёрный крест | h8 чёрный крест · a1 чёрный крест | h8 чёрный крест · a1 чёрный крест | h8 чёрный крест · a1 чёрный крест | h8 чёрный крест · a1 чёрный крест | h8 чёрный крест · a1 чёрный крест | h8 чёрный крест · a1 чёрный крест | 2 |
| 1 | h8 чёрный крест · a1 чёрный крест | h8 чёрный крест · a1 чёрный крест | h8 чёрный крест · a1 чёрный крест | h8 чёрный крест · a1 чёрный крест | h8 чёрный крест · a1 чёрный крест | h8 чёрный крест · a1 чёрный крест | h8 чёрный крест · a1 чёрный крест | h8 чёрный крест · a1 чёрный крест | 1 |
|   | a                                 | b                                 | c                                 | d                                 | e                                 | f                                 | g                                 | h                                 |   |

Задача об изуродованной шахматной доске — головоломка, которую предложил философ Макс Блэк в своей книге Critical Thinking (1946). Задача упоминалась в книге Голомба «Полимино» и в колонке Мартина Гарднера «Mathematical Games». Задача заключалась в следующем:

Даны шахматная доска, из которой вырезана пара противоположных угловых клеток (рис. 2), и коробка домино, каждое из которых покрывает ровно две клетки шахматной доски. Возможно ли целиком покрыть доску с помощью 31 кости домино (без свободных клеток и наложений)?

### Решение
Каждое домино на шахматной доске всегда будет закрывать один чёрный и один белый квадрат. Следовательно, все домино на доске всегда покроют поровну чёрных и белых квадратов. На используемой в задаче доске число чёрных полей не равно числу белых полей. Следовательно, покрытия не существует.